# Berolina (Schiff, 1950)
Die Berolina war ein Fahrgastschiff in Berlin.

## Geschichte
Die ältesten Teile der Berolina stammen aus dem Jahr 1950 und gehörten ursprünglich zu dem bei H. C. Stülcken Sohn in Hamburg für die Reederei Gebr. Ulmann gebauten Gütermotorschiff Ulmbrueder 3. Dieses Schiff wurde später in Condor II umgetauft. Nach einer Havarie des Rhein-See-Schiffes wurde der Rumpf weiterverwendet: Die Brüder Werner und Hartmut Triebler bauten von 1972 bis 1975 daraus ihr Personenschiff Brandenburger Tor, das aber nach wenigen Jahren einem Brand zum Opfer fiel. 1978 wurde das Schiff erneut aufgebaut und 1979 unter dem neuen Namen Berolina wieder in Fahrt gebracht. Im Jahr 2000 gab Dieter Schubert die Länge des Schiffes mit 45 Metern, die Breite mit 8,2 Metern und den Tiefgang mit einem Meter an. Das Schiff war damals für die Beförderung von 400 Personen zugelassen und hatte eine Maschine mit 470 PS.
Kurt Groggert berichtet genauer über das Schicksal der Berolina: Am 31. Dezember 1977 brach am Winterliegeplatz an der Eiswerderbrücke in Spandau, der von verschiedenen Reedereien genutzt wurde, ein Großfeuer aus, durch das sechs Schiffe schwer beschädigt wurden. Das Feuer wurde etwa um 4 Uhr morgens entdeckt; zwei Löschzüge und ein Löschboot der Feuerwehr waren im Einsatz, um wenigstens ein Übergreifen auf weitere Schiffe zu verhindern. Die Brandenburger Tor brannte komplett aus, die Rheinland und die Spree-Athen der Reederei Krüger, die Gisela der Reederei Foge, die Heiterkeit der Reederei Schmidt und die Insulaner erlitten massive Schäden. Während die Insulaner als Wrack zu einem Liegeplatz vor der Plötzenseer Schleuse verbracht wurde, wurden die anderen Schiffe wieder einsatzfähig gemacht. Die Berolina war das letzte der Schiffe, das – im Frühjahr 1979 – wieder in Fahrt kam. Der Name Berolina, unter dem das Schiff nach dem Brand und Wiederaufbau fuhr, war frei geworden, nachdem die Stern und Kreisschiffahrt die frühere Berolina der Reederei Frost auf den Namen Neptun umgetauft hatte. Groggert gibt an, dass die Berolina der Brüder Werner und Hartmut Triebler im Jahr 1987 44,66 Meter breit und 7,47 Meter breit und für die Beförderung von maximal 500 Personen zugelassen war. Im selben Jahr wurde in Ostberlin eine weitere Berolina in Dienst gestellt.
Die Berolina ex Brandenburger Tor wurde später (Stand: 2021) von der Reederei Hartmut Triebler neben der Roland von Berlin betrieben, während für die Reederei Werner Triebler die Schiffe Bär von Berlin und Havelland fuhren. Im August 2024 war die Berolina auf Hartmut Trieblers Homepage nicht mehr zu finden. Das Schiff ist aufgelegt nördlich der Eiswerderbrücke in Spandau.